# Kanazawa (Jokohama)
Kanazawa (jap. 金沢区 Kanazawa-ku) – jedna z 18 dzielnic Jokohamy, stolicy prefektury Kanagawa, w Japonii. Ma powierzchnię 30,96 km². W 2020 r. mieszkały w niej 199 033 osoby, w 89 842 gospodarstwach domowych  (w 2010 r. 209 319 osób, w 86 641 gospodarstwach domowych).
Dzielnica została założona 15 maja 1948 roku. Położona jest w północno-wschodniej części miasta. Graniczy z dzielnicami Isogo i Sakae, a także miast Kamakura, Zushi i Yokosuka. Na jej terenie znajdują się uczelnie Yokohama City University i Kantō Gakuin University.